# Adelina (powiat hrubieszowski)
Adelina – wieś w Polsce położona w województwie lubelskim, w powiecie hrubieszowskim, w gminie Werbkowice. Przez miejscowość przebiega droga wojewódzka DK850.
| SIMC    | Nazwa       | Rodzaj    |
| ------- | ----------- | --------- |
| 0904782 | Górny Śląsk | część wsi |

W latach 1975–1998 miejscowość należała administracyjnie do województwa zamojskiego. 
Wieś jest sołectwem w gminie Werbkowice. Według Narodowego Spisu Powszechnego (III 2011 r.) liczyła 88 mieszkańców i była 23. co do wielkości miejscowością gminy Werbkowice. 
Wierni Kościoła rzymskokatolickiego należą do parafii Niepokalanego Poczęcia Najświętszej Maryi Panny w Turkowicach.